# Saâne-Saint-Just
Saâne-Saint-Just is een gemeente in het Franse departement Seine-Maritime (regio Normandië) en telt 140 inwoners (2005). De plaats maakt deel uit van het arrondissement Dieppe.

## Geografie
De oppervlakte van Saâne-Saint-Just bedraagt 6,9 km², de bevolkingsdichtheid is 20,3 inwoners per km².
De onderstaande kaart toont de ligging van Saâne-Saint-Just met de belangrijkste infrastructuur en aangrenzende gemeenten.

## Geschiedenis
Gemeente ontstaan in 1821 door samenvoeging van Bourg-de-Saâne en Saint-Just-sur-Saâne.
Bij decreet van 29 maart 2019, werd een deel van het grondgebied van Saâne-Saint-Just overgeheveld naar de gemeente Le Torp-Mesnil.

## Demografie
Onderstaande figuur toont het verloop van het inwonertal (bron: INSEE-tellingen).